# Tüllinger Tunnel
Der Tüllinger Tunnel, seltener Tüllinger-Berg-Tunnel, ist ein 864 Meter langer Eisenbahntunnel der Bahnstrecke Weil am Rhein–Lörrach (Gartenbahn) zwischen den beiden baden-württembergischen Städten Weil am Rhein und Lörrach. Der im Jahr 1890 eröffnete Tunnel mit einer Röhre hat ein Lichtraumprofil für zwei Gleise; er wird aber nur eingleisig genutzt. Der Tüllinger Tunnel befindet sich zwischen den Haltepunkten Lörrach Dammstraße und Weil am Rhein Ost.

## Beschreibung

### Lage
Das Tunnel unterquert den für das Bauwerk namensgebenden Tüllinger Berg in seinem südlichen Ausläufer. Das inmitten eines Wohnquartiers in Alt-Weil befindliche Westportal des Tunnels befindet sich auf Weiler Stadtgebiet. Das Bauwerk verläuft von Südwest nach Ost zunächst gerade und vollführt dann eine Rechtskurve, womit es der Staatsgrenze zur Schweiz bis auf etwa 11 Meter nahekommt. Die Bahnstrecke hat am Ostportal rund sechs Höhenmeter überwunden. Das im bewaldeten und unwegsamen Gebiet befindliche Ostportal liegt ebenfalls auf Weiler Stadtgebiet, nur wenige Meter von der Stadtgrenze Lörrachs entfernt. Etwa 100 Meter östlich vom Ostportal führt die Bahnlinie über die Wiesebrücke nach Stetten, welche den Fluss Wiese und die Bundesstraße 317 überquert.
Der Tunnel durchquert Gesteinsschichten der Molasse, bestehend aus Tonmergel, Kalkstein und teilweise ausgelaugtem Gipsmergel.

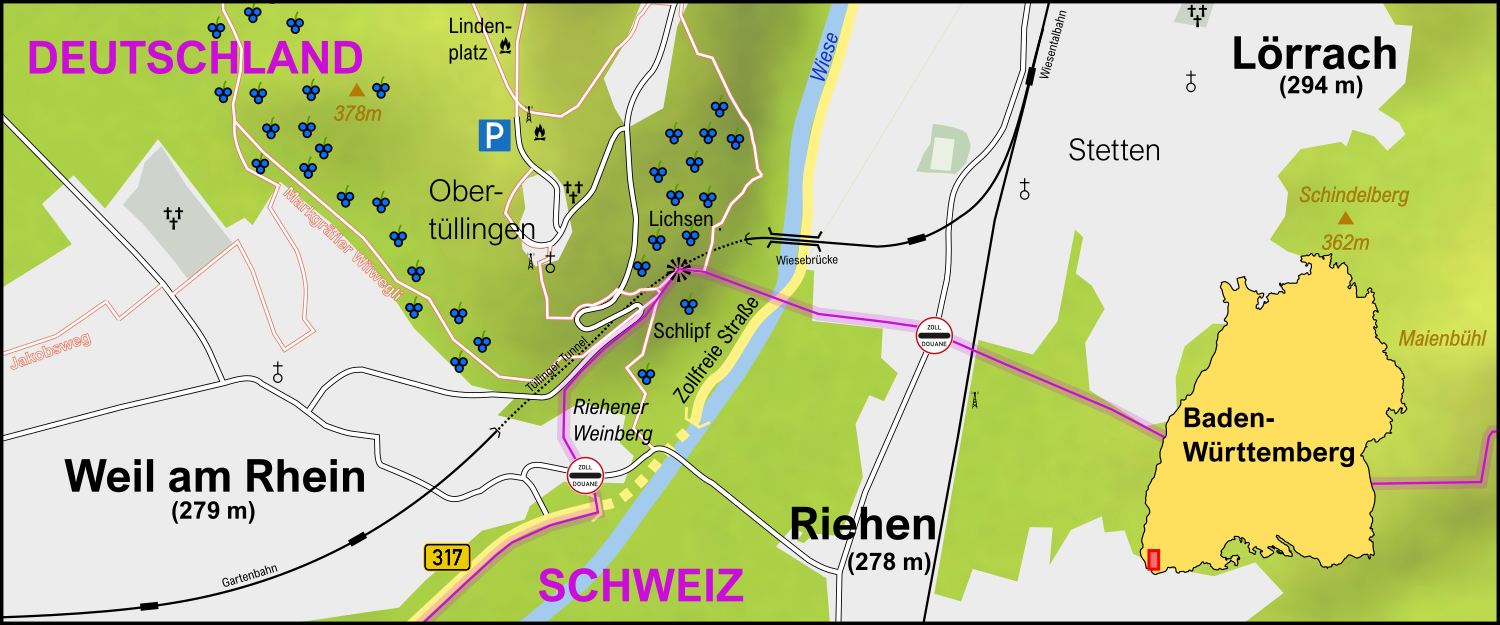
Situationskarte des Tüllinger Tunnels und der Wiesebrücke
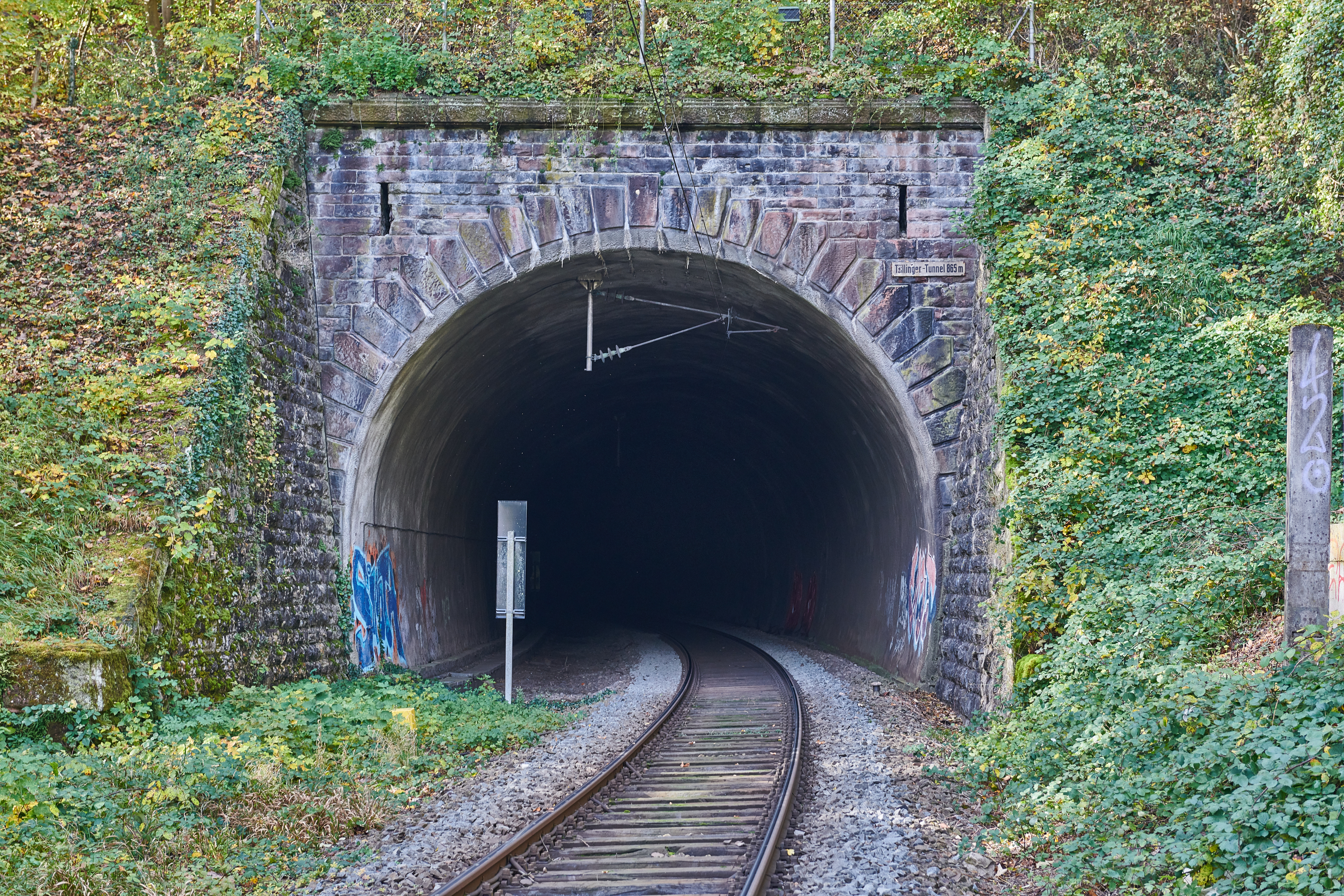
Ostportal (Lörracher Seite) des Tüllinger Tunnels

### Baulich
Von den insgesamt 863,9 Metern Tunnelbauwerk sind zunächst 245,8 Meter mit geschlossenem Mauerprofil ausgeführt. Die verbleibenden 618,1 Meter im Tunnel bestanden nur aus Widerlagern und Deckengewölbe. Der fertige Tunnel ist in seiner gesamten Länge ausgemauert. An der Sohle wurde das Gewölbe erst nach Fertigstellung der Strecke eingelegt. Nach vollständiger Ausmauerung des Tunnels erfolgte die Herstellung des Sohlendolens. Für die Widerlager wurden Kalkbruchsteine aus Lörrach und Inzlingen verwendet. Die Höhe von der Sohle bis zur Kalotte beträgt 5,7 Meter. Im Tunnel befinden sich alle 25 Meter je zwei gegenüberliegende Nischen von 1 Meter Breite, 2,1 Meter Höhe und 0,9 Meter Tiefe.

## Geschichte

### Bauarbeiten
Die als strategische Bahn zur Umgehung der Schweiz geplante Bahnlinie zwischen Weil und Lörrach erforderte aufgrund der Grenzlage beider Städte und der nicht zu umgehenden Durchschneidung der Ortschaften ein Tunnelbauwerk durch den Tüllinger Berg, der beide Orte voneinander trennt. Der Oberländer Bote berichtete am 23. Dezember 1887:

„Mit dem Bau der neuen Bahnlinie ist auf der Strecke diesseits des Tüllinger Berges nunmehr auch begonnen und ist eine Anzahl Arbeiter z.Zt. damit beschäftigt, das Bahnplanum von der Baseler Chaussee ab nach der Wiese herzustellen. Auch in den tiefer liegenden Matten sieht man bereits Arbeiter Thätigkeit. Immerhin sind es bis jetzt noch nicht viele, und dürfte eintretender starker Frost möglicherweise auch auf einige Zeit vollständige Sistierung der Arbeiten nothwendig machen. Auch mit den Arbeiten behufs Legung des zweiten Gleises auf der Strecke Stetten–Lörrach soll, wie man hört, demnächst begonnen werden. An Arbeitsgelegenheit dürfte es somit in der nächsten Zeit in unserer Gegend nicht fehlen.“

Am 5. Februar 1888 begann die Arbeiten am Sohlestollen auf der Westseite, am 21. März 1888 die an der Ostseite. Beim Ausbruch arbeitete man in zwei Schichten, die jeweils aus sechs Minenarbeitern und sechs Schleppern bestanden. Mit der Mauerung begann man am 16. Mai auf der Westseite, am 18. Juni 1888 an der Ostseite. Am 4. Oktober 1888 erfolgte gegen 18 Uhr der Tunneldurchbruch. Am 20. Mai 1890 konnte der Tunnel dem Betrieb übergeben werden. Die Ausgrabungsarbeiten erfolgten mit großer Präzision. Während in der Richtung eine Abweichung von 7 Zentimetern erfolgte, war die Höhenabweichung 0. Die Baukosten wurden mit rund 1 Mio. Mark beziffert, wovon knapp 40 % auf die Erd- und Felsbewegungsarbeiten und gut die Hälfte auf die Ausmauerung und Wölbung entfallen. Die vergleichsweise geringe Bauzeit des Tunnels erklärt sich aus der strategisch-militärischen Bedeutung des Bauwerks, Streitkräfte in diesen Landesteil verlagern zu können. Um mögliche plötzlich auftretende Massentransporte bewältigen zu können, wurde für die Leistungsfähigkeit der Transportlinie der Tunnel auch zweigleisig ausgeführt.

### Seit Eröffnung
Gegen Ende des Zweiten Weltkriegs hätte am 23. April 1945 der Tüllinger Tunnel wegen der herannahenden französischen Truppen von einem Sprengkommando gesprengt werden sollen. Ein in das Vorhaben eingeweihter Wachsoldat weihte einen befreundeten Soldaten ein und ließ die Sprengdrähte durchschneiden, was die Sprengung schließlich auch verhinderte.
An verschiedenen Stellen des Tunnels wurden über Jahrzehnte Instandsetzungsarbeiten ausgeführt.
Laut einer Einschätzung der Deutschen Bahn 2015 sei der Tüllinger Tunnel in einem sanierungswürdigen Zustand. Im schlimmsten Fall müsse sogar ein Neubau erwogen werden. Eine genaue Einschätzung könne erst mit einer Detailplanung getroffen werden. Nach einer neuerlichen Untersuchung teilte die Bahn 2020 mit, der Tunnel sei doch nicht sanierungsbedürftig und es bestünde kein technischer Handlungsbedarf. Der Entscheidung zugrunde gelegt wurden regelmäßige Inspektionen und kontinuierliche Messungen an der Tunnelinnenschale.